# Léobard (mort en 618)
Pour les articles homonymes, voir Léobard (homonymie).
Léobard, mort en 618, est un moine irlandais de Bangor, disciple de saint Colomban. 
Il rejoignit le monastère de Luxeuil dans les Vosges saônoises et devint, en l'an 600, le premier abbé du monastère de Marmoutier en Alsace.
Saint pour l'Église catholique, il est fêté le 24 février.